# México vs. Porto Rico
México vs. Porto Rico é a rivalidade desportiva mais importante e intensa no boxe profissional.
O clássico enfrenta a aztecas e boricuas desde 1976, dois das escolas de pugilistas mais importantes na história e dois países onde o boxe é considerado um orgulho nacional.

## Antecedentes: Em1934ambos países disputaram pela primeira vez um título mundial, quando o boricua Sixto Escobar lutou ao campeão mexicano Rodolfo Casanova. A luta de importância galo (53 kg) finalizou com vitória para Porto Rico.
Em 1960 o boricua Carlos Ortiz; segundo campeão mundial de seu país e de importância superligeiro, em defesa de seu título fez noqueout ao invicto Raymundo Torres de México. Em 1966 e 1967 venceu ao também azteca Ultiminio Ramos por TKO e reteve seu título.
Estes combates conquanto foram importantes para os boricuas e decepcionantes para os aztecas, não concebeu a rivalidade, para ela faria falta 40 anos desde a primeira luta.

## Técnica[3]
Para os mexicanos os boxeadores portorriquenhos são esquivos e evitam o intercâmbio de golpes. Por isto os fanáticos os chamam covardes e realçam a agilidade azteca.
Para os portorriquenhos os boxeadores mexicanos são lentos e previsíveis. Por isto os fanáticos os chamam torpes e realçam a velocidade boricua.

## Anos 1970
Nos 70's uma série de três lutas pelo título mundial originaram ao clássico. Porto Rico ganhou a década.

### Espada vs. Cuevas
Em 1976 enfrentaram-se Ángel Espada campeão de importância welter e o azteca Pipino Cuevas dando início à rivalidade. O retador ganhou o título por TKO, combaterão mais duas vezes (1977 e 1979) obtendo o mesmo resultado.

### Gómez vs. Zárate
Em 1978 o invicto e com 52 triunfos: Carlos Zárate Serna, lutou ao jovem campeão boricua Wilfredo Gómez. O puertorriquenho ganhou por TKO no round 5 e manteve seu título de importância super-galo.(en:Wilfredo Gomez versus Carlos Zarate)

### Palomino vs. Benítez
Em 1979 o campeão linear welter Carlos Palomino de México, perdeu por decisão contra Wilfred Benítez.

## Anos 1980
Os 80's tiveram a que é considerada a maior vitória de México, quando Salvador Sánchez noqueou a Wilfredo Gómez.

### Sánchez vs. Gómez
Em 1981, Salvador Sánchez reteve seu título em pluma quando não resultou lastimado, dominou, superou e noqueou a Wilfredo Gómez no 8 round. Foi o último clássico de Sánchez que morreu um ano depois.

### Rosario vs. Chávez
Em 1987 o campeão portorriquenho Edwin Rosario de importância ligeiro defendeu seu título contra Julio César Chávez. O combate definiu-se por KO a favor do azteca.

## Anos 1990
Os 90's foram a década que teve maior igualdade entre os países e portanto é considerada a melhor do clássico.

### Chávez vs. Camacho
Em 1992 o portorriquenho Héctor Camacho lutou ao campeão Julio César Chávez em peso superligeiro. O mexicano ganhou por pontos.

### Da Hoya vs. Trinidad
Em 1999 o boricua Félix Trinidad retou ao invicto Oscar de la Hoya. Trinidad ganhou o combate apesar de não ser favorito.

## Anos 2000
Nos 00's só teve uma luta destacada.

### Cotto vs. Margarito
Em 2008 o boricua Miguel Cotto em frente a Antonio Margarito disputaram o melhor clássico da década, triunfou o mexicano.

## Anos 2010
Durante los 2010s poucos foram os clássicos.

### Margarito vs. Cotto II
Em 2011 voltaram a enfrentar pela revanche e Cotto ganhou por TKO, recuperando assim seu título.

### Cotto vs. Álvarez
Em 2015 Miguel Cotto subiu ao peso-médio para combater com Saúl Álvarez. Canelo ganhou a luta e este é por agora o último clássico destacado.